# Лидер оппозиции Австралии
Лидер оппозиции в Австралии (англ. Leader of the opposition) — фигура в австралийской политической системе, член австралийского парламента в Палате представителей. Эта позиция в основном занимается лидером партии, которая имеет большинство мест в парламенте из партий, не входящих в правительство. Во время заседаний парламента лидер оппозиции занимает место слева от стола, расположенного в центре зала, впереди всей оппозиционной части парламента, непосредственно напротив Премьер-министра Австралии. Лидер оппозиции избирается оппозиционной партией на оснований её устава и правил. Новый лидер оппозиции может быть избран в случае если его предшественник умирает, подаёт в отставку, или в случае смены правления в партии.

## История
Австралийское Содружество представляет собой конституционную монархию с парламентарной системой, которая создана по Вестминстерскому образцу. Согласно этой традиции Лидер оппозиции формально понимается как лидер оппозиции, лояльной Её Величеству. Это является важным элементом Вестминстерской системы: оппозиция направляет свою критику на Правительство и старается победить и сместить действующее Правительство. В то же время оппозиция при любых обстоятельствах остаётся верной Короне и представляет собой «теневое правительство», готовое в любой момент заместить действующий кабинет.
В австралийской парламентской истории насчитывается 34 лидера оппозиции, из которых 18 в то или иное время исполняли обязанности премьер-министра.
13 мая 2025 года Сузан Ли избрана на пост лидера Либеральной партии Австралии, а также стала лидером оппозиции.